# Colonia Valle de Mil Cumbres
Colonia Valle de Mil Cumbres är en ort i Mexiko.   Den ligger i kommunen Morelia och delstaten Michoacán de Ocampo, i den södra delen av landet, 210 km väster om huvudstaden Mexico City. Colonia Valle de Mil Cumbres ligger 2 006 meter över havet och antalet invånare är 107.
Terrängen runt Colonia Valle de Mil Cumbres är huvudsakligen kuperad, men norrut är den platt. Terrängen runt Colonia Valle de Mil Cumbres sluttar norrut. Runt Colonia Valle de Mil Cumbres är det ganska tätbefolkat, med 124 invånare per kvadratkilometer. Närmaste större samhälle är Morelia, 7,9 km väster om Colonia Valle de Mil Cumbres. I omgivningarna runt Colonia Valle de Mil Cumbres växer huvudsakligen savannskog.